# Zoraida kirkaldy
Zoraida kirkaldy är en insektsart som beskrevs av Frederick Arthur Godfrey Muir 1918. Zoraida kirkaldy ingår i släktet Zoraida och familjen Derbidae. Inga underarter finns listade i Catalogue of Life.